# Comtat de Küssenberg

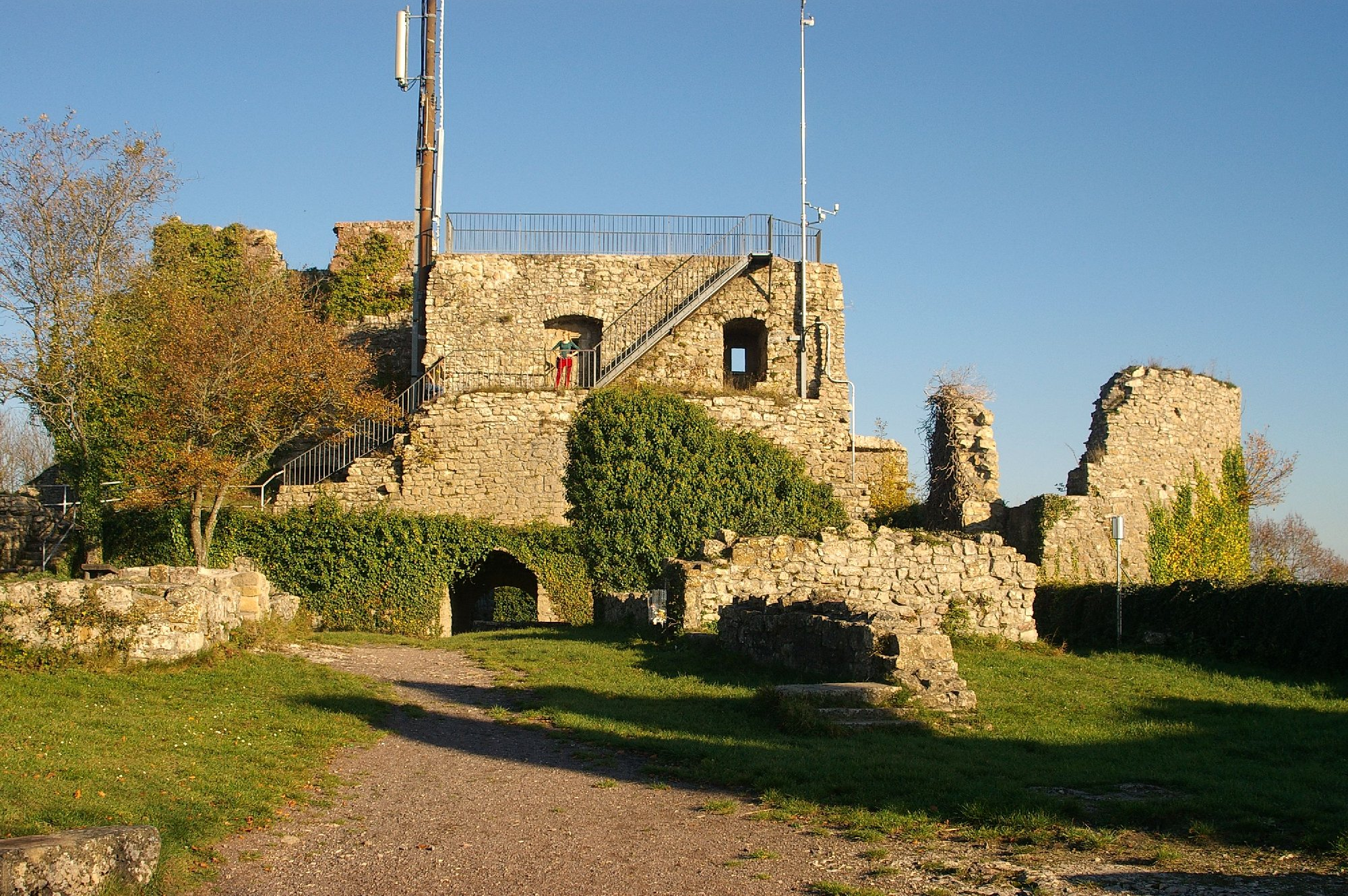
Ruïnes de Küssaburg

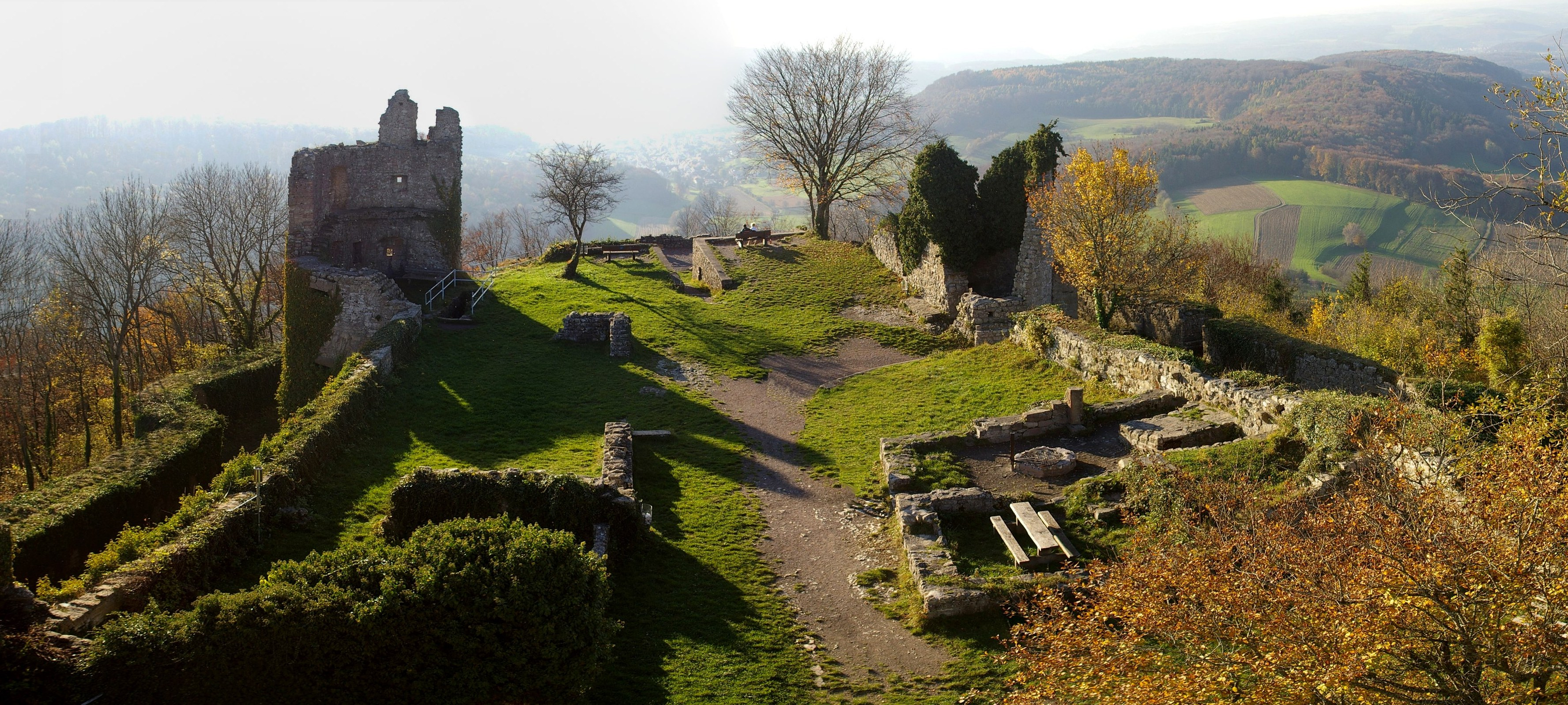
Vista de Küssaburg

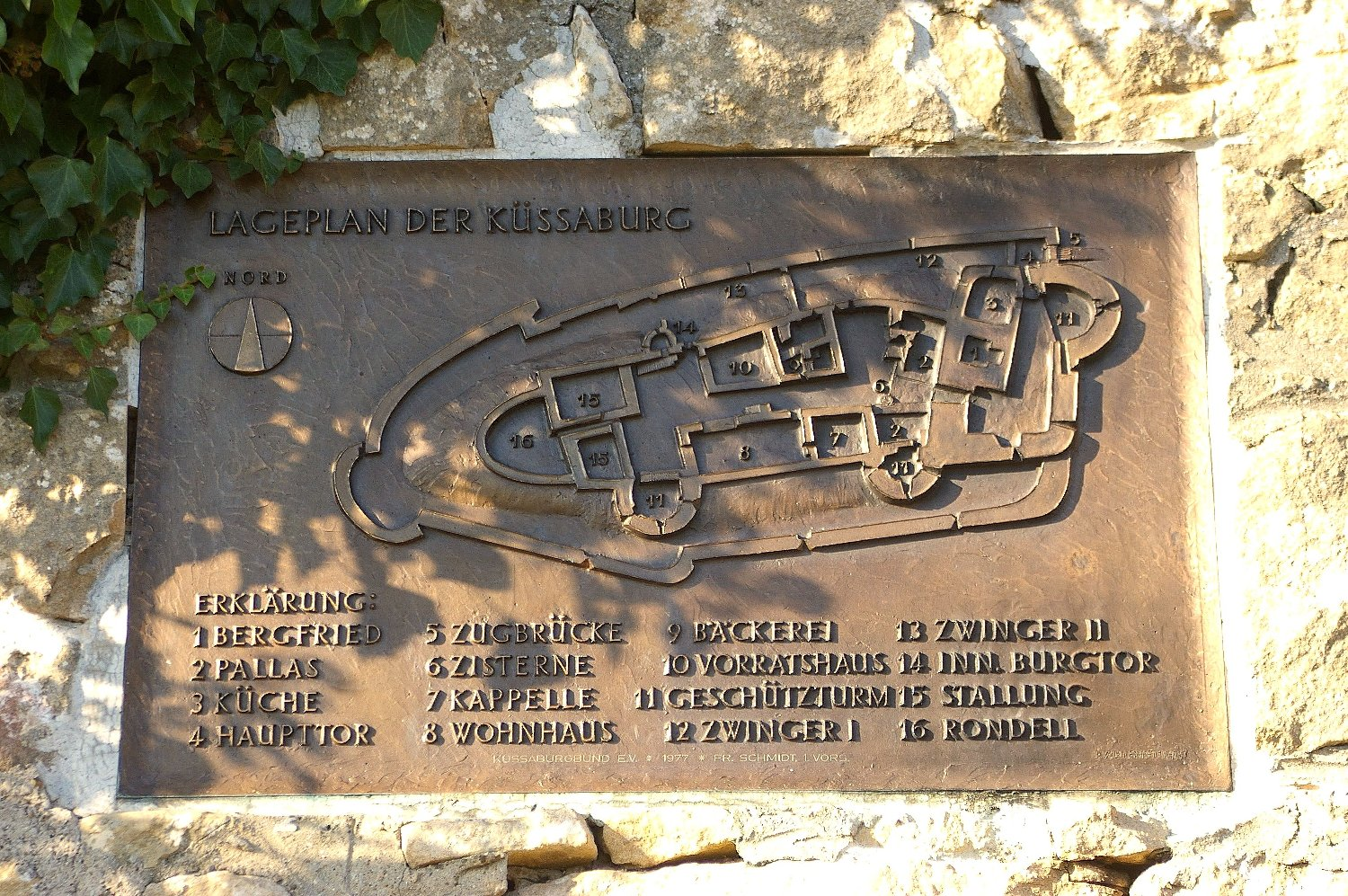
El castell

El comtat de Küssenberg, Küssaburg o Küssaberg (derivat probablement del romà "Cossinius"), fou una jurisdicció feudal del Sacre Imperi Romanogermànic centrada al castell del mateix nom a Baden-Württemberg, avui en ruïnes a Bechtersbohl, dins del municipi de Küssaberg, al districte de Waldshut.
És castell és un dels monuments principals de l'Hochrhein i un emblema del districte de waldshut. El seu període de construcció se suposa entre els anys 1125 i 1141. La ruïna actual fou, entre d'altres, propietat dels comtes de Küssenberg, del bisbat Constança i dels comtes de Sulz. El castell fou destruït per un incendi el 1634 a l'apropar-se l'exèrcit suec en la Guerra de trenta Anys i per una esllavissada el 25 de desembre de 1664. Des del segle XIX és un lloc d'excursions

## Història
La història antiga del castell és desconeguda, i es pensa que la muntanya estava habitada ja per cèltics. Les restes d'una muralla de pedra podrien ser referències d'un Oppidum, una fortalesa celta. A més se suposa que el lloc era fa més o menys 2000 anys una torre de guàrdia i de senyal per protegir la regió de l'exèrcit romà.
Els primers comprovants documentals sobre l'existència del castell, qualificat llavors d'"Hochschloß", procedeixen de 1141. Llavors estava en mans del baró o bé comte Enric de Küssenberg. Enric III, el darrer del llinatge, va vendre el castell al voltant de 1240 al bisbat de Constança, que era llavors Heinrich von Tanne. Però els comtes de Lupfen van reclamar l'herència; un arbitratge el 1251 ratificava la propietat del bisbe però a canvi el comte de Lupfen va rebre el comtat de Stühlingen, antiga possessió dels comtes de Küssenberg, que abans de 1120 pertanyia al comte (Landgrafschaft) de Klettgau.
Sota la dominació del bisbat de Constança que designava un alcaid per l'administració del castell, aquest es va ampliar i reforçar amb una Muralla. El castell i la població sorgida a l'est va adquirir l'any 1346 el dret de ciutat. Alguns municipis que estan avui ajuntats també sota el nom Küssaberg eren en aquest temps dominis dependents de castell de Küssenberger i la vall. El castell i la vila foren empenyorats sovint. El 1497 el bisbat va vendre el castell i dependències al llinatge dels comtes de Sulz, que posseïen ja Tiengen i al Klettgau pel preu de 6.000 florins; el castell va passar a ser administrat per aquesta família fins a l'extinció.
En la Guerra de Suàbia de 1499 el Klettgau fou d'un dels escenaris principals. La milícia de Küssaburg sota el comandament del llegendari Remigius Mans, amb 25 anys, cap dels pagesos de la regió, es va revoltar i va presentar batalla a 500 suïssos. Només després del tractat de pau de Basilea el territori fou retornat als comtes de Sulz.
Els pagesos del Klettgau patien durament com a serfs; especialment patien de l'opressió pel comte Rudolf de Sulz - aquest castigava fins i tot el casament entre un home i una dona de diferent estat. Qui perdia la condició de serf podia ser castigar fins i tot amb la pèrdua de tota la seva propietat. Els anys 1524 i 1525 estigueren marcats per la Reforma i els pagesos s'hi van adherir; la reforma va desembocar en la Guerra dels camperols del 1525. Els pagesos de Klettgau, equipats militarment en precari, emprenien aquest any quatre intents inútils d'assaltar Küssaburg ocupada per més o menys 40 soldats mercenaris austríacs i altres habitants del castell sota el comte Rudolf de Sulz. La batalla més gran es va lliurar el 4 de novembre de 1525, dissabte, a les 3 de la tarda. Hores abans l'exèrcit dels pagesos s'havia reforçat amb 200 suïssos, i un canó. Equipats amb armes de cop i de punxada, van arriscar l'atac al castell. L'exèrcit de pagesos no podia competir amb les seves armes ni de bon tros amb els soldats que disposaven a més d'armes com ballestes. La crònica del bernès Valerius Anshelm informa que aproximadament 200 pagesos moriren i destruïren moltes cases. Fou el final de la guerra de pagesos, i també el final de l'intent d'introduir la Reforma al Klettgau. Seguí una repressió dura i cruel. Al cap dels pagesos, el Grießener Claus Wagner, i Al rector reformat Hans Rebmann, se'ls va treure els ulls. Molts pagesos que havien escapat amb vida van ser víctimes dels soldats que saquejaven el país, i havien de pagar multes o eren mutilats (se'ls tallaven alguns dits).
El comte Rudolf V de Sulz va portar en endavant el sobrenom "El vencedor dels Camperils" (Bauern(be)zwinger). En endavant el castell fou ampliat amb els diners confiscats als perdedors de tal manera que es va convertir en una Fortalesa. La guerra brutal contra població rural i els projectes de construcció del comte reduïren la base financera dels comtes de Sulz. El 1595 el comte de Sulz feia arrestar l'alquimista de Venècia Leonhard Thurneysser a Tiengen amb el pretext del cobrament de deutes i l'empresonava a Küssaburg. Thurneysser aconseguia que alguns amics intervinguessin per la seva llibertat, però va haver d'abandonar tanmateix una part dels seus llibres a Küssaburg.
A la Guerra dels Trenta Anys se segellava la decadència definitiva del castell. El 8 de març de 1634 una tropa sueca sota direcció del mariscal Gustaf Banya es va acostar al castell. La guarnició imperial al Küssaburg va abandonar el castell que no es podia sostenir, i els suecs el van saquejar i li van calar foc a continuació en retirar-se. Després de la Pau de Westfàlia de 1648 es feren plans per a la reconstrucció, que no es van complir per manca de diners. El 25 de desembre de 1664 una esllavissada feia més danys difícils al castell ara no habitat i sense cap importància estratègica. El comtat va subsistir formalment fins a 1812 amb l'adquisició del Klettgau pel ducat gran Baden de les propietats dels prínceps de Schwarzenberg. El 1855 s'impedia la utilització com a pedrera.
A finals del segle XIX va començar a ser lloc d'excursions però no es va popularitzar fins al 1932 i fins al 1939. Les ruïnes foren entregades l'any 1978 a Baden-Württemberg.

## Faleria

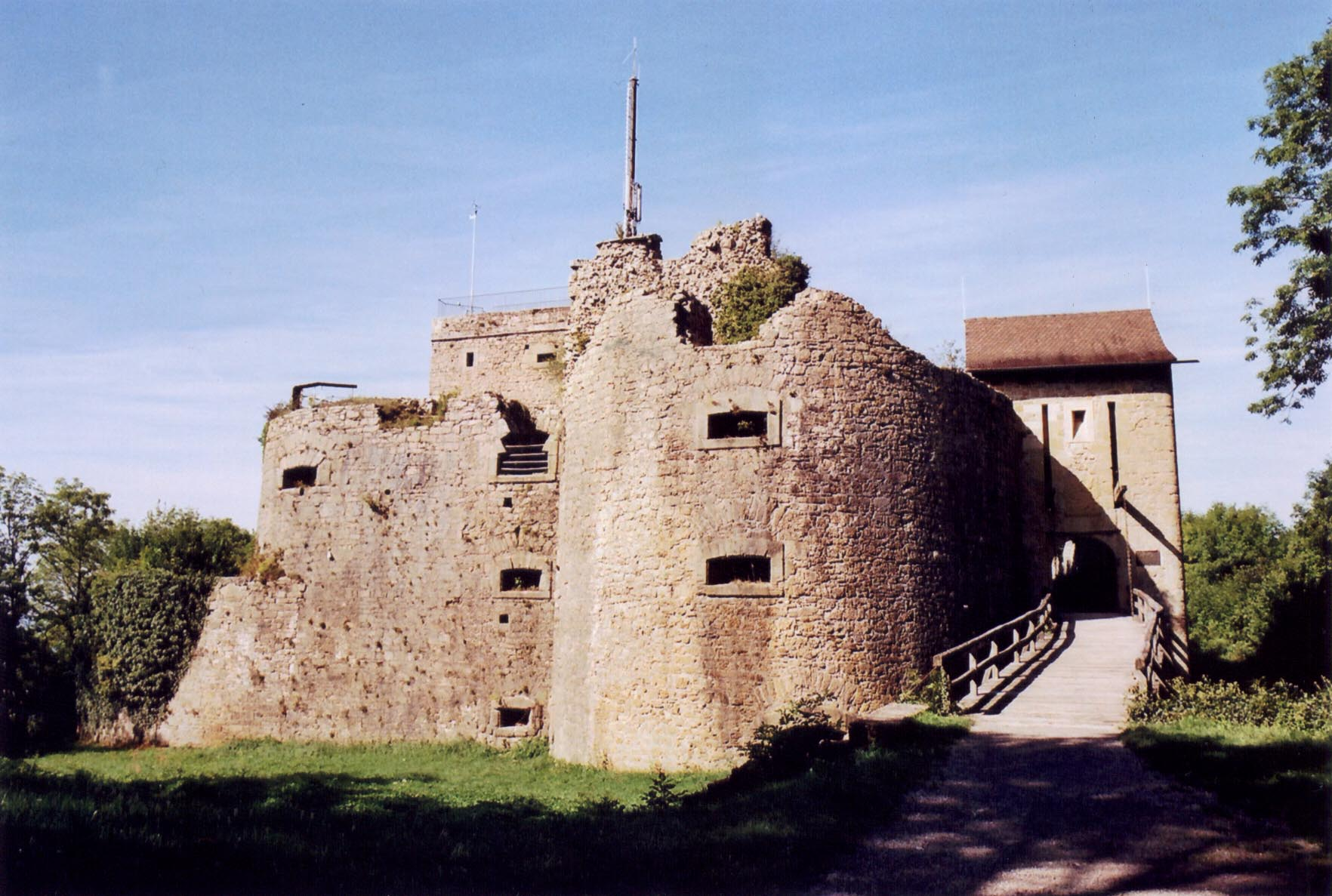
cara est amb porta externa (el 2008)
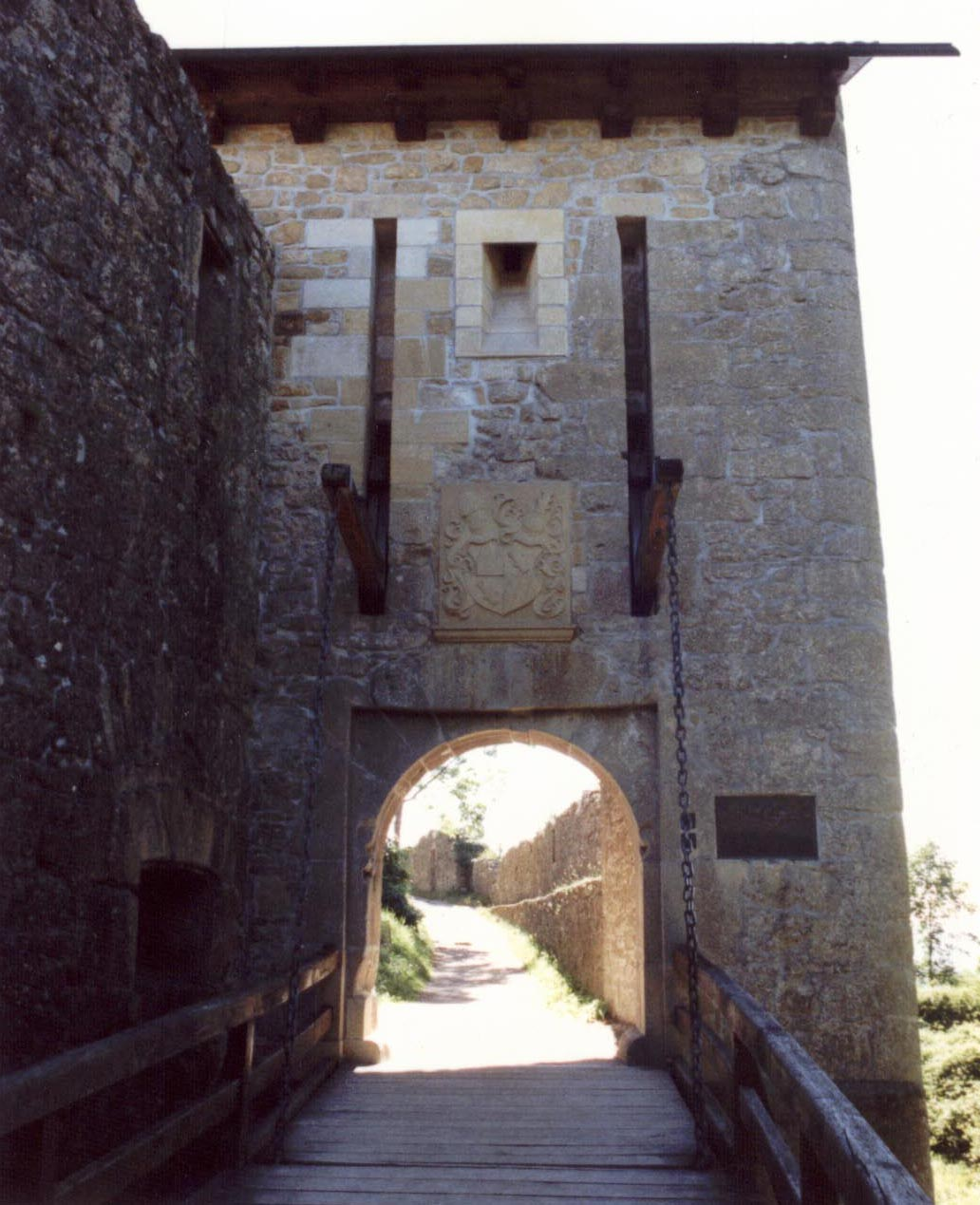
pont llevadís (el 2008)
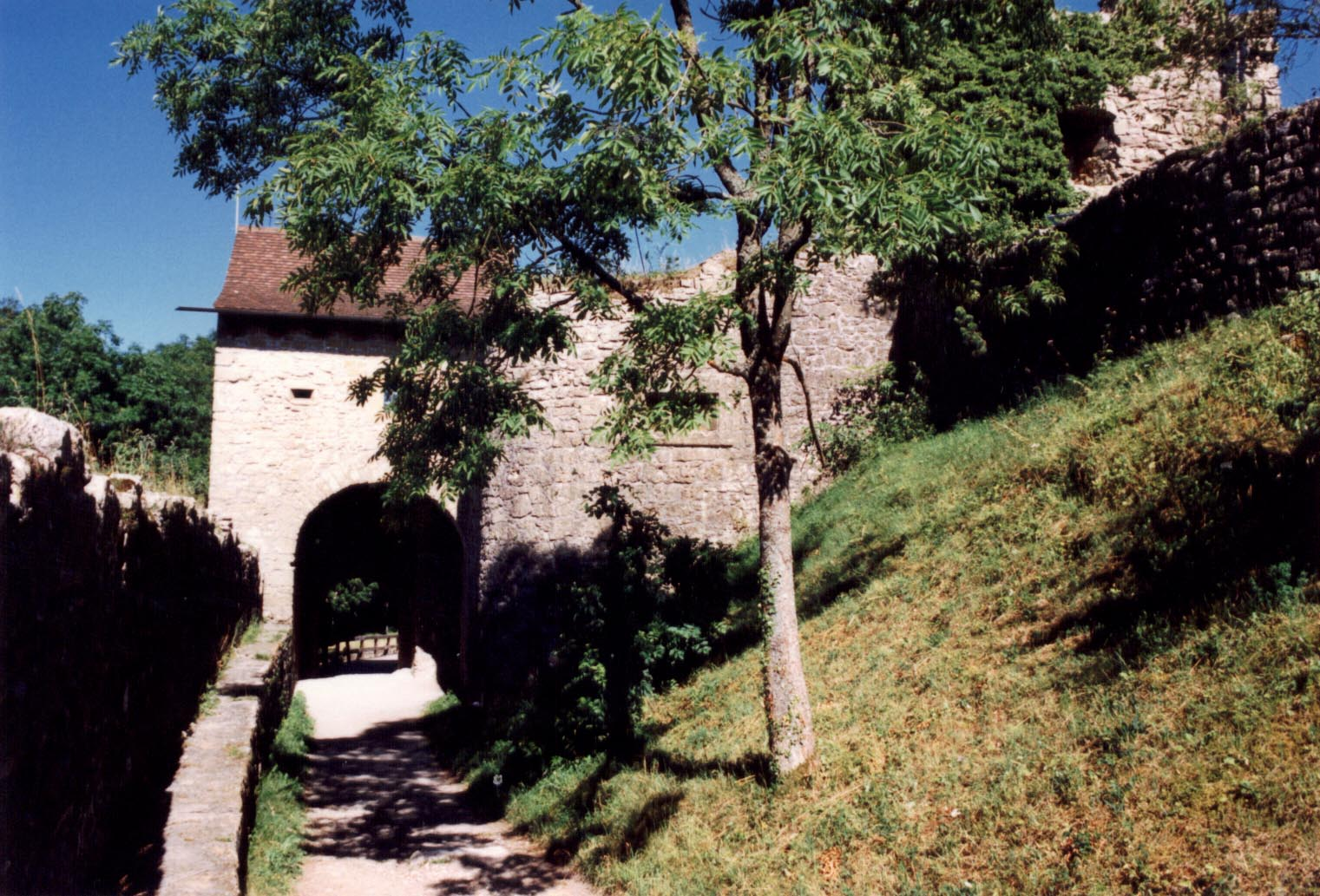
banda interior de la porta externa (el 1991)
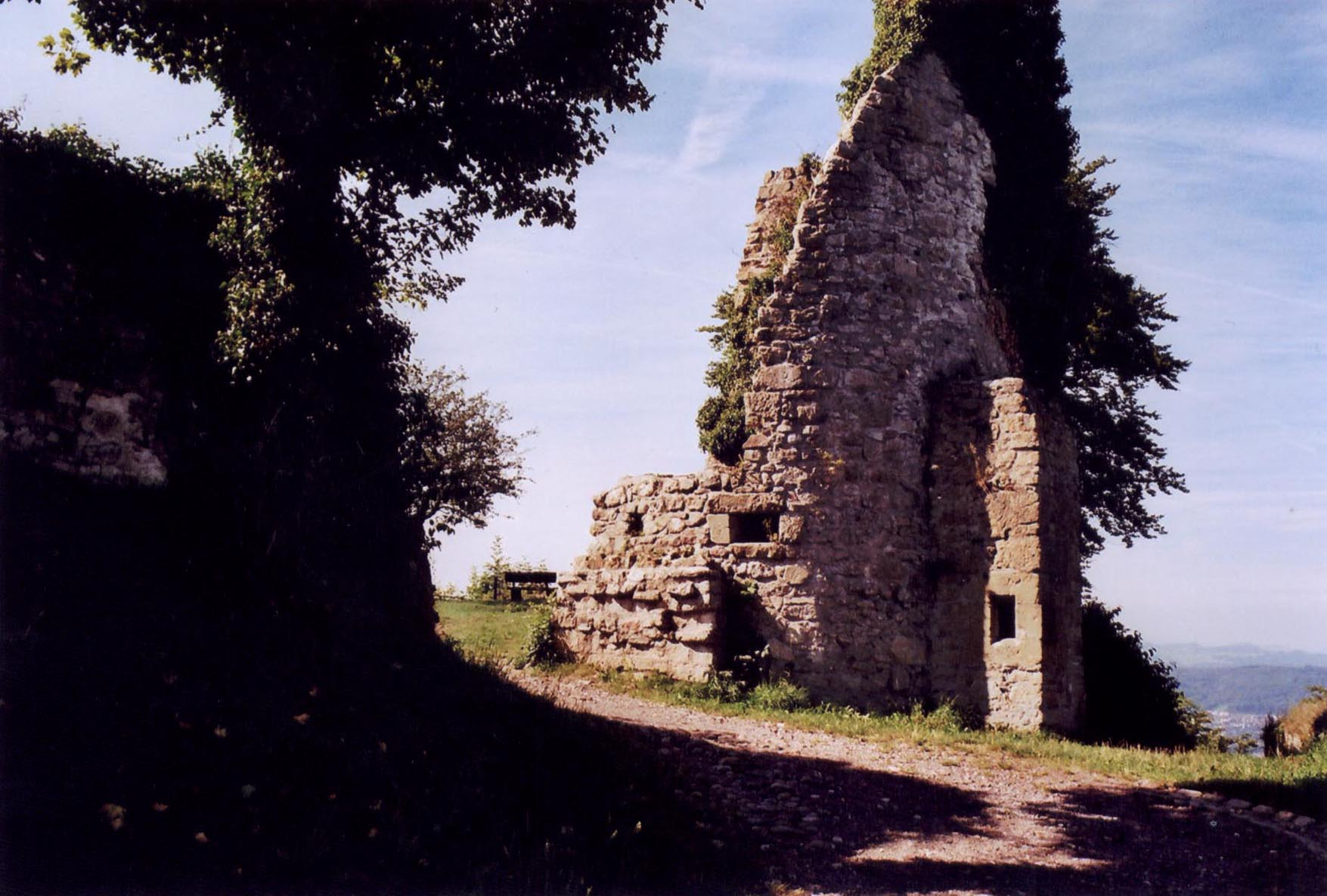
porta principal del castell (el 2008)
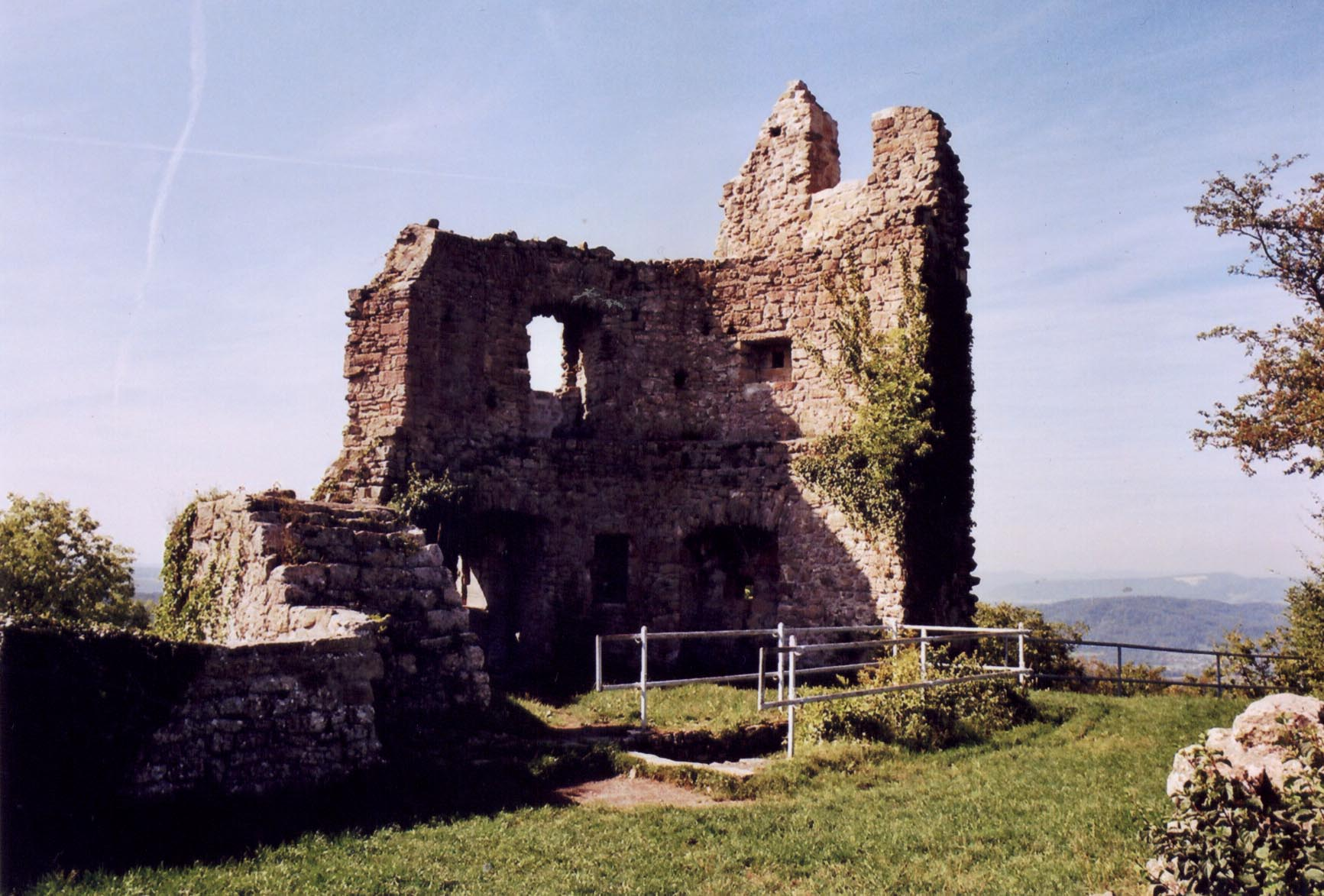
restes de torre a la cara sud (el 2008)
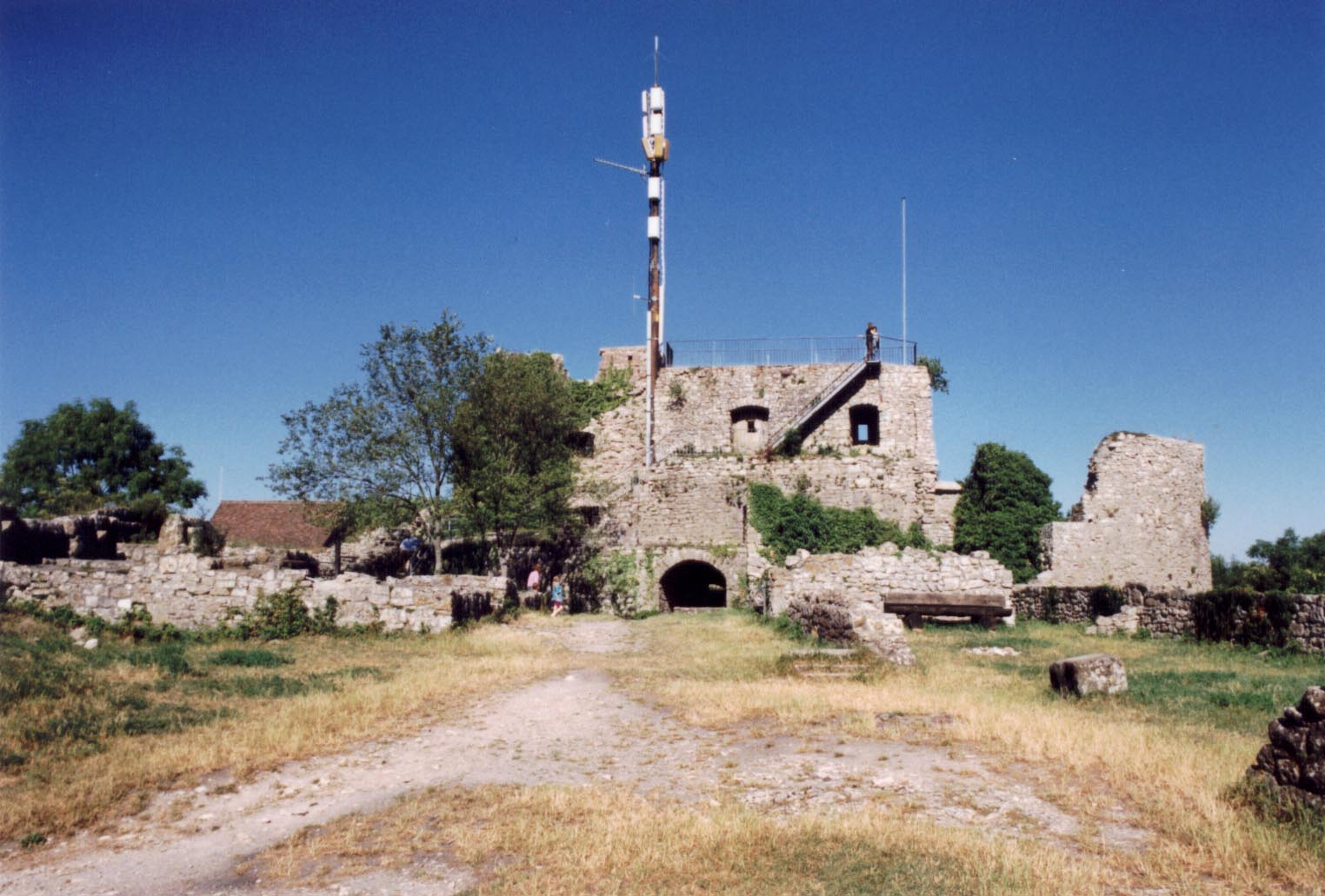
castell en direcció a l'est (el 1991)
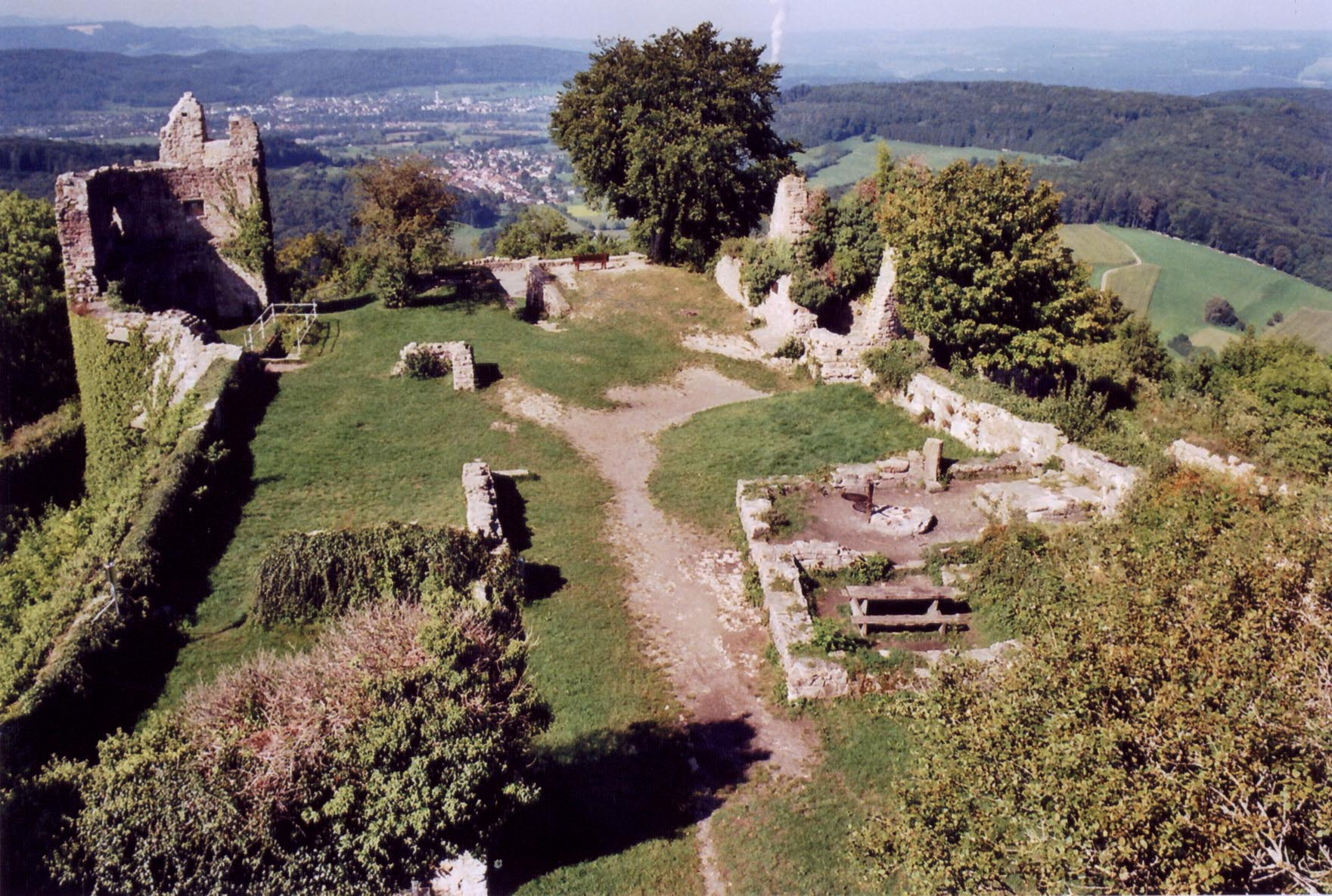
Kernburg in Richtung Westen (2008)
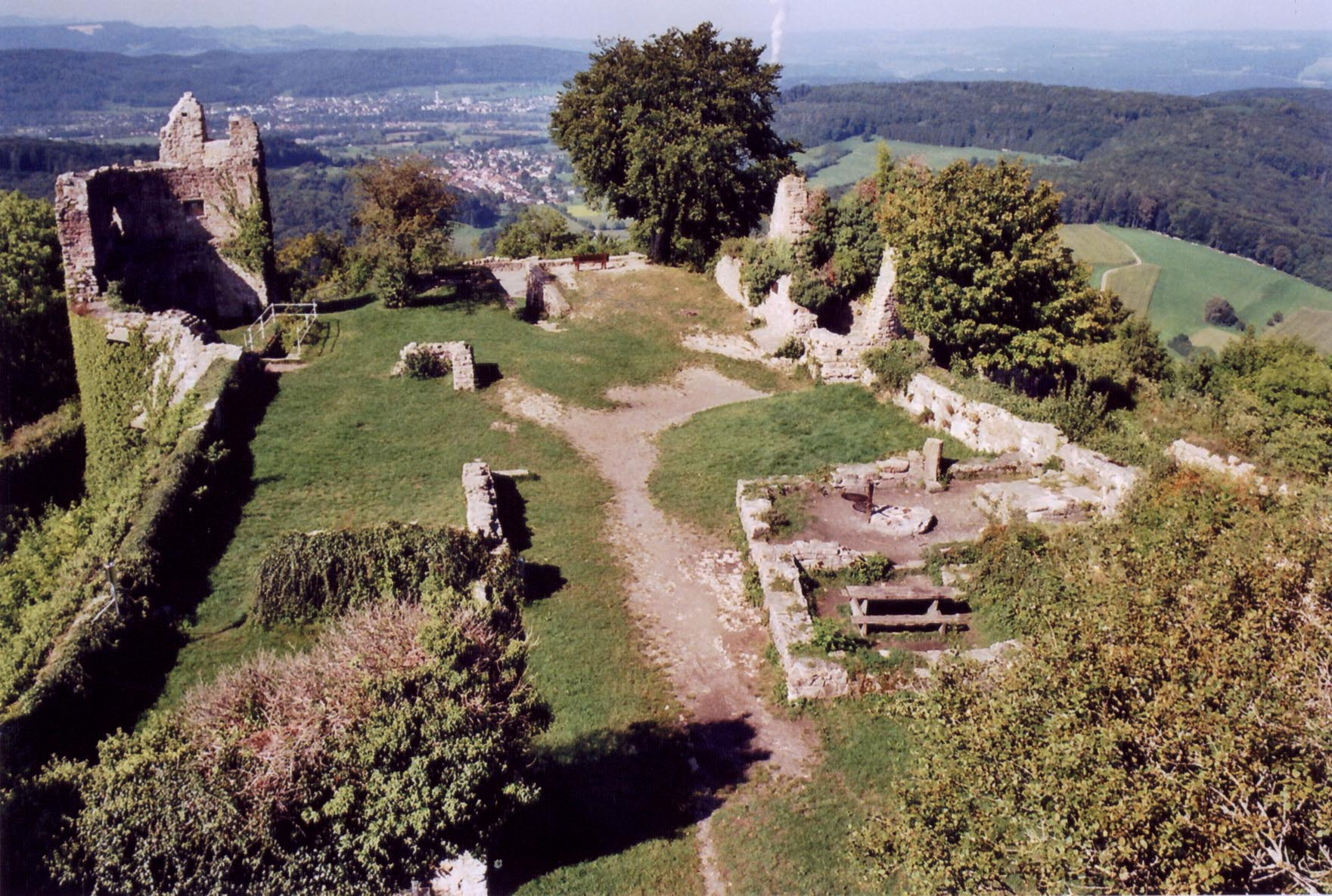
castell en direcció a l'oest (el 2008)
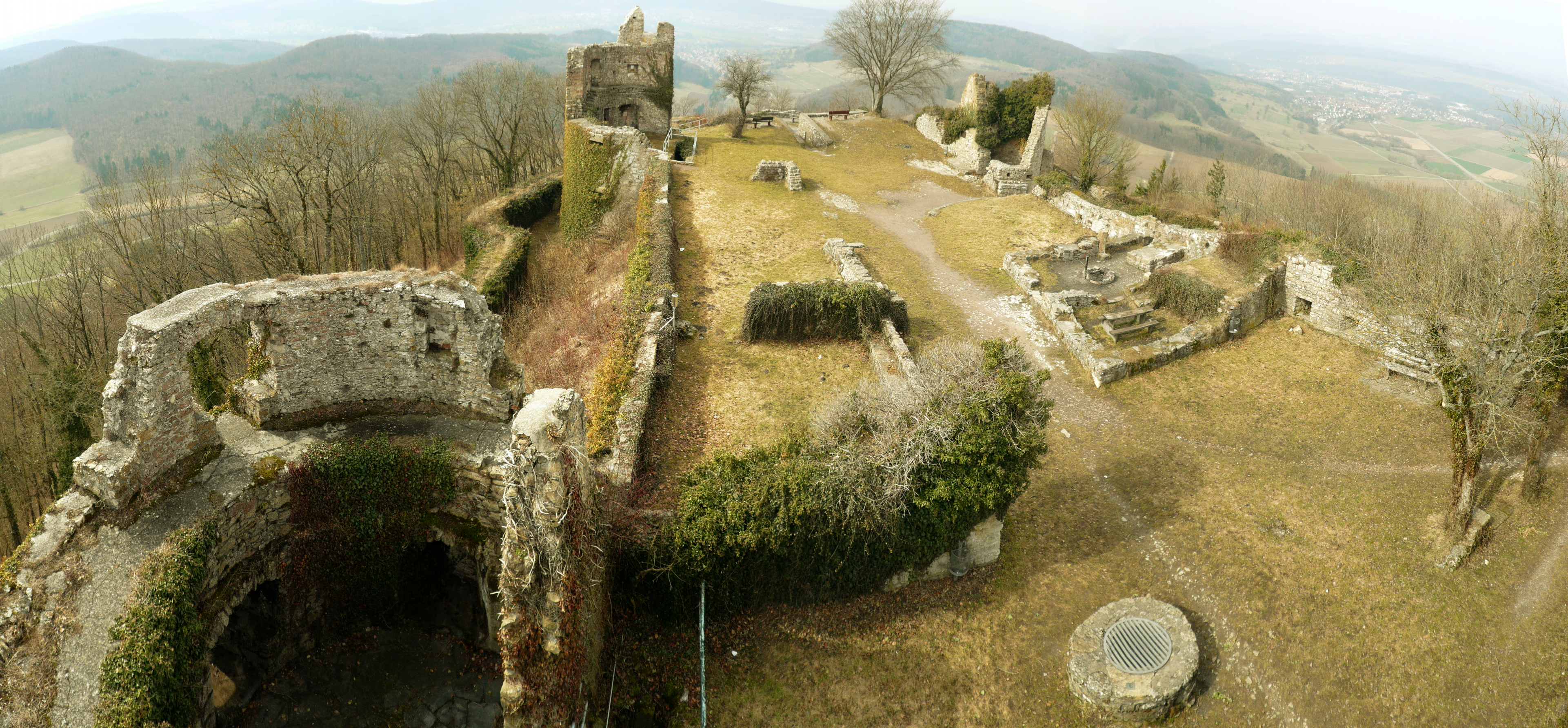
Panorama (2009)
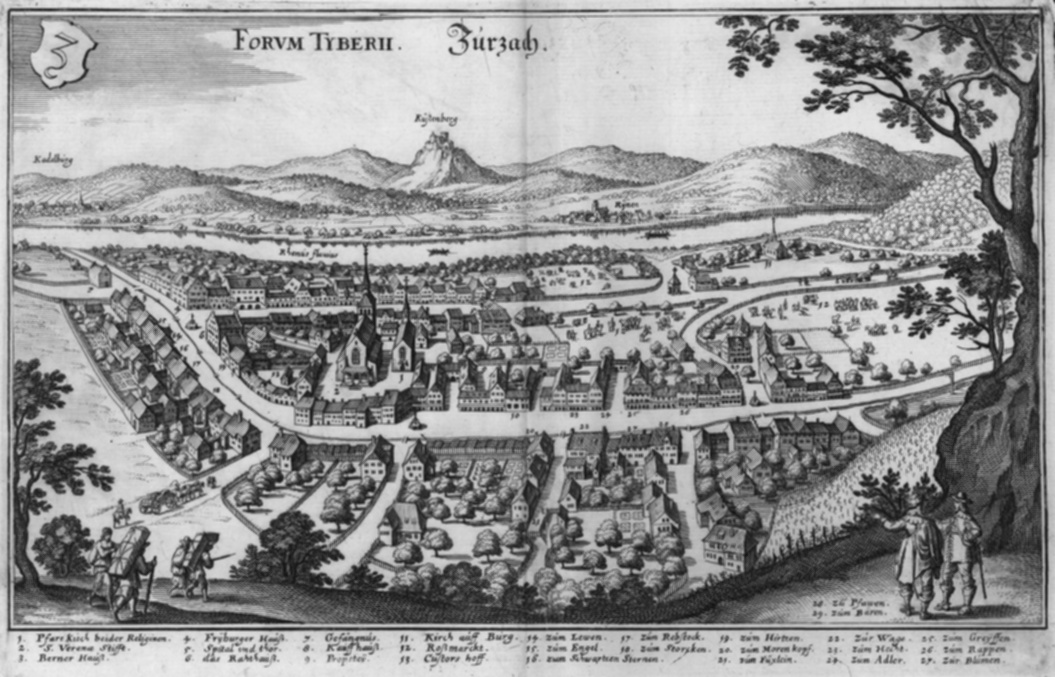
Panorama (1654)